# 田秉毅

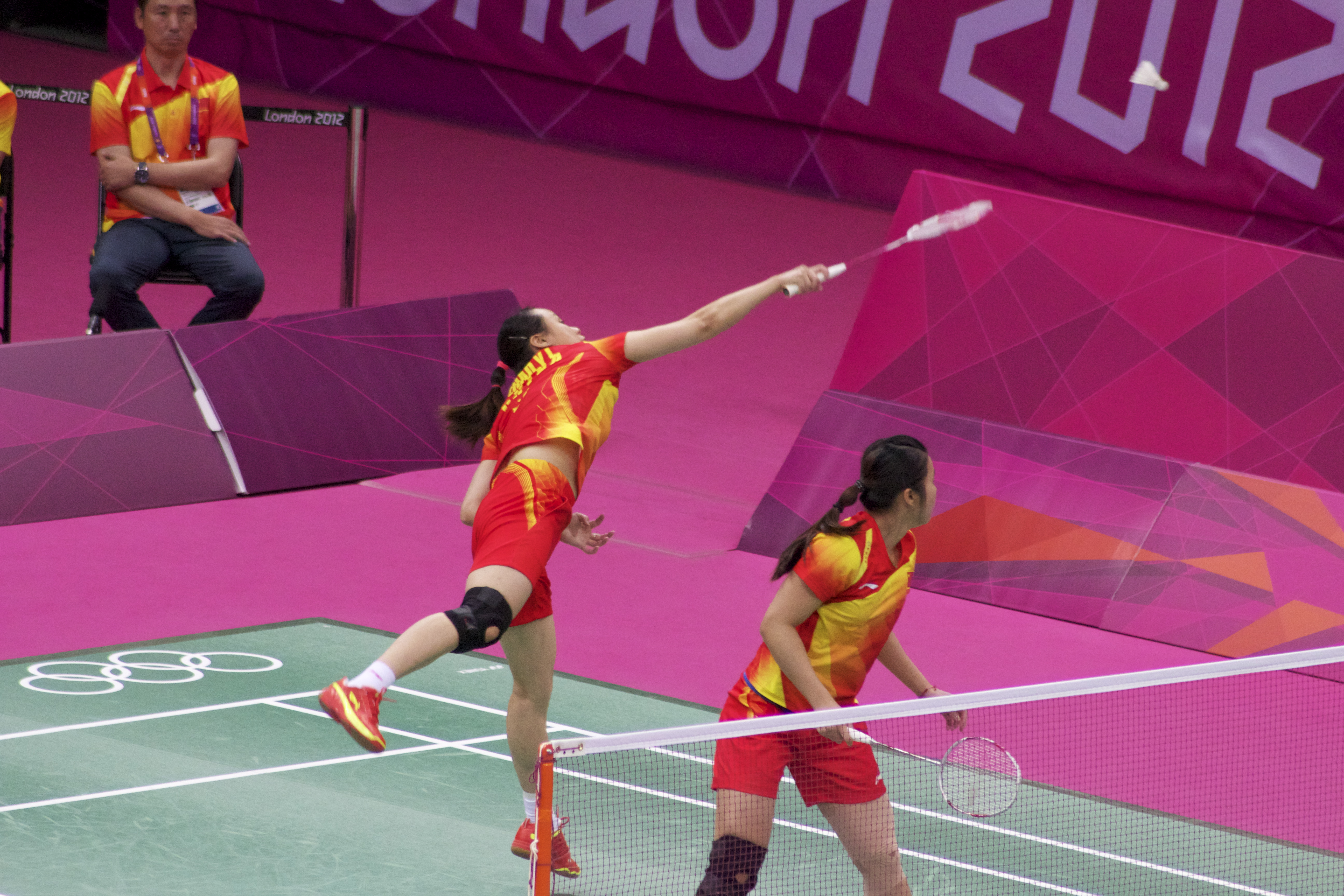
田秉毅（後）以教練身分參加倫敦奧運會，現場督導田卿與赵芸蕾比賽。

田秉毅（1963年7月30日—），原名田秉义，湖北武汉人，中国退役男子羽毛球运动员，现任中国国家羽毛球队副总教练。

## 簡歷
1976年，13岁的田秉义进入武昌体育场业余体校羽毛球重点班接受專業訓練，白天則在阅马场中学上文化课至；1978年，进入湖北省羽毛球一线队，17岁时获得全国羽毛球男子双打少年冠军。
1981年，田秉义被选入中国国家羽毛球队，在1982年的全英羽毛球公开赛上同关渭贞合作获得混合双打第三名，次年又获得全英赛男子单打第三名。
1984年，他开始跟李永波搭档男子双打，1987年获得世界羽毛球锦标赛男子双打冠军，并在次年的汉城奥运会上获得羽毛球男双金牌（表演项目）。1992年，获得巴塞罗那奥运会羽毛球男双铜牌后退役。田秉毅是中国队夺得1986、88、90年三届汤姆斯杯的主力球员之一。
退役之后，田秉毅出任中国国家羽毛球队女双主教练，培养出葛菲、顾俊等一批世界冠军，1997年升任中国国家羽毛球队副总教练。

## 個人生活
田秉义在國際賽出道初期，多次只能拿到世界賽亚军。後來，他找一位大师算命，大师認為“义”即是“叉”加一“点”，亦即是“差一点儿”的意思，于是建議他改名“田秉毅”。改名後，他就和李永波贏得1987年世界羽毛球锦标赛男子双打冠军。
田秉毅1993年同著名跳水运动员周继红成婚，育有一子田宇。